# Kenay Myrie
Kenay Myrie, né le 6 septembre 2006 à Alajuela au Costa Rica, est un footballeur international costaricien qui joue au poste d'arrière droit au Deportivo Saprissa.

## Biographie

### En club
Né à Alajuela au Costa Rica, Kenay Myrie est formé par le Deportivo Saprissa. Il joue son premier match en professionnel le 4 septembre 2024, lors d'une rencontre de coupe du Costa Rica face au Santos de Guápiles. Il entre en jeu ce jour-là et son équipe est battue après une séance de tirs au but.

### En sélection
Kenay Myrie honore sa première sélection avec l'équipe nationale du Costa Rica face aux Bahamas, le 7 juin 2025. Il est titularisé et son équipe s'impose par huit buts à zéro,.
Il figure dans la liste du sélectionneur Miguel Herrera afin de participer à la Gold Cup 2025 avec le Costa Rica,.

## Vie privée
Kenay Myrie est le fils de Roy Myrie et le neveu de Dave Myrie, tous deux footballeurs internationaux costariciens. Il a également un frère jumeau, Kenan, qui joue aussi au football.